# 페어리 테일
《페어리 테일》(영어: FAIRY TAIL, 일본어: フェアリーテイル)은 일본 작가인 마시마 히로가 그린 레이브의 후속작으로, 2006년부터 코단샤 잡지에 연재되었다가 「챔프」에 정식 연재되기 시작했다. 2009년 10월 12일부터는 애니메이션으로도 방영되기 시작했으며 탄탄한 구성과 다양한 배경으로 인해 많은 팬을 보유하고 있다.
26권까지 누적판매량이 2000만 부를 기록했다. 제48회 강담사 만화상을 수상하였다. 대한민국에서 만화는 FAIRY TAIL이라는 이름으로 학산문화사에서 발행되고 있고, 애니메이션은 페어리 테일이라는 이름으로 방영되었으나, 일본에서는 2013년 3월까지 임시 종영 상태이고, 2014년 4월부터 2016년 3월까지 신 시리즈, 2018년 10월부터 2019년 9월까지 파이널 시리즈 방영, 그리고 대한민국에서는 챔프와 애니박스에서 더빙으로 방영되고 있다. 동년 7월부터 원작 속편 에피소드 《페어리 테일 100년 퀘스트》(영어: FAIRY TAIL 100 YEARS QUEST)가 우에다 아츠오의 작화로 망가 포켓에서 발간 중이며, 2021년 9월에 TV 애니메이션화가 발표되었다.

## 줄거리
온 세상에 수없이 존재하는 마도사 길드. 마도사 길드란, 불가사의한 힘인 마법을 자유자재로 다루며 다른 이들을 도우는 자들인 '마도사'(魔導士)들이 모여 활동하는 일종의 모임 조직을 뜻한다.
훌륭한 마도사를 목표로 하는 소녀 루시는 엉뚱한 일로부터 불을 먹고 불을 뱉어내는, 불의 멸룡마도사(드래곤 슬레이어) 나츠와 만나, 나츠가 소속한 길드 〈페어리 테일〉에 가입한다. 그러나 거기는, 루시의 상상을 넘은 독특한 마도사들이 모인 길드였다.(렉서스, 길다트, 엘자, 미라젠, 나츠의 앙숙 그레이 등등...)
문제의 길드〈페어리 테일〉이지만, 나츠와 루시는 순조롭게 의뢰를 구사해 가 점차 마도사로서도 성장해 간다

## 길드(Guild)
본래 중세 시대의 상공업자들이나 수공업자들이 모여서 만든 일종의 상회이지만, 이 작품에서는 마법사들이 그룹으로 모인 <마도사 길드>가 스토리의 축을 이룬다. 길드에는 마법 평의회의 정식 인정을 받은 <정규 길드>와 평의회의 인정을 받지 못하고 어둠의 뒷세계에서 범죄를 저지르며 살아가는 <어둠의 길드>로 나뉜다.

### 정규 길드
평의회의 정식적인 인증을 받고 마법세계의 기반을 이끌어나가는 책임을 지고 있는 마도사 모임들로, 각 길드의 마도사들은 늘 세계 각지에서 날아오는 여러 마법 관련 의뢰들을 접수해 일을 하고 사례금을 받는 형식으로 일을 한다. 몇 달에 한 번씩 각 길드의 길드 마스터들이 모여서 간단하게 회의 및 연회를 여는 정례회(定例會)가 열린다.
페어리 테일(Fairy Tail)
길드 마스터 : 초대 - 메이비스 버밀리온 / 2대 - 프레히토(하데스) / 3대 - 마카로프 드레아 / 4대 - 마카오 콘 볼트 / 5대 - 길다트 크라이브 / 6대 - 마카로프 드레아 / 7대 - 엘자 스칼렛 / 8대 - 마카로프 드레아
뜻 : 요정에게 꼬리는 있는가? 일단 요정은 존재하는가? 그렇기에 그것을 알아내고자 하는 영원한 모험.
상징 : 요정
페어리 테일 3대마법 : 페어리 로우, 페어리 스피어, 페어리 글리터
기록의 역사 : 페어리 하트(루멘 이스트와르
대표 멤버: 페어리테일 최강팀 멤버(나츠 드라그닐, 해피, 루시 하트필리아, 그레이 풀 버스터, 엘자 스칼렛) 루시가 들어온 후부터 저렇게 다섯명이서 항상 함께라는 느낌이 들어 팀을 이루자고 엘자가 말했고, 나중에 웬디 마벨, 샤를도 들어왔다.
낙농업 자치 국가인 피오레 왕국 남단에 위치한 도시 마그놀리아에 자리잡은 길드로, 작중에서 이야기를 이끌어나가는 길드다.
마법세계에서 이름만 대어도 누구나 다 알아보는 유명하면서도 영향력 있는 길드이다. 길드 멤버 중에서도 상위의 실력을 지닌 일명 S클래스의 마도사들은 그 강력한 실력으로 인해 다른 나라에서까지 유명세를 떨치고 있으며, 거의 멤버 대부분이 마법세계의 가장 인기있는 주간지인 <주간 소서러>에 실릴 정도로 널리 알려져 있다.
인기나 실력으로 알려져 있는만큼 파괴적인 행동이나 거의 재앙 수준으로 트러블을 일으키는 것으로도 유명하며, 그 때문에 일부 평의회 의원들은 페어리 테일을 해체시켜야 한다고 주장하기도 한다.
남쪽 열대 바다에 고유 영토이자 강력한 마법의 가호를 받고 있는 요정의 섬, 천랑섬(天狼島)을 소유하고 있으며, 이 천랑섬에는 초대 마스터인 메이비스 버밀리온의 묘지와 메이비스가 개발해 낸 페어리 테일의 3대 마법의 비밀이 잠들어 있다고 한다.
천랑섬에서 S급 마도사 시험을 진행하였지만, 그리모어 하트와 제레프의 방해로 무산된다. 그리모어 하트를 물리쳤지만, 제레프의 각성으로 인해 소환된 아크놀로기아의 공격으로 천랑섬은 소멸된다. 게다가 그곳에 있던 길드 멤버들 모두 행방불명이 된다. 평의원이 반 년 동안 찾아다녔음에도 멤버의 행방은 여전히 알 수 없었으며, 그로부터 7년이 지난다.
7년 후, 블루 페가수스가 아크놀로기아의 브레스의 흔적이 남긴 에텔나노를 발견, 천랑섬이 아직 어딘가에 존재하고 모두가 살아있다는 정보를 입수한다. 그 정보를 전해들은 페어리 테일의 남은 멤버들은 남해로 출동한다. 그곳에서 메이비스 버밀리온을 만나 천랑섬과 함께 멤버들을 찾아낸다. 이제 다시 페어리 테일은 부활을 목적으로 대마투연무에 참가했고 우승하여 피오레 왕국 No.1길드로 부활에 성공하였다
라미아 스케일(Lamia Scale)
길드 마스터 : 오바 바바사마
뜻 : 뱀 공주의 비늘
상징 : 라미아
대표 멤버 : 쥬라 네키스, 리온 바스티아
다른 길드에 비해 조금 덜 알려진 길드이다. 하지만 실력 하나만큼은 확실하며 쥬라 네키스는 마스터 마카로프와 똑같이 성십대마도의 칭호를 지닌 자다.
7년 후 피오레 왕국에서 NO. 2 길드가 된다.
블루 페가수스(Blue Pegasus)
길드 마스터 : 밥
뜻 : 푸른 천마
상징 : 페가수스
대표 멤버 : 이치야 원더레이 코토부키, 트라이 멘즈(Tri Mens)
미남, 미녀 마도사들로 유명한 길드이다(하지만 이치야와 마스터 밥처럼 나이든 길드원은 끝내주는(?)얼굴을 가지게 되는 신기한 길드).
길드 멤버들의 대부분이 <주간 소서러>의 인기투표인 '남친 혹은 여친으로 삼고 싶은 마도사 랭크'의 상위권을 차지하고 있으며, 길드 자체도 다른 길드와는 달리 좀 더 아늑하고 편안한 분위기를 연출하고 있어 마치 길드가 아닌 여가 시설 비슷한 곳으로 느껴지기도 한다.
길드 내에는 카페테리아나 에스테, 네일 살롱 등도 추가 경영하고 있으며, 블루 페가수스가 대륙에 자랑하는 마도폭격정 크리스티나도 존재한다.
콰트로 케르베로스(Quatro Kerberos)
길드 마스터 : 골드마인
뜻 : 머리 넷 달린 번견
상징 : 케르베로스
대표 멤버 : 바커스, 록커
대마투연무 예선전을 돌파하고 본선에 진출한 8개의 길드 중 하나이다. 원래 길드명은 콰트로 케르베로스(Quatro Kerberos)였으나, 대마투연무에서 엘프먼에게 패한 바커스가 약속대로 대마투연무의 남은 4일간 콰트로 퍼피(Quatro puppy)로 길드명을 개명한다.
팬텀 로드(Phantom Lord)
길드 마스터 : 조제 폴라
뜻 : 유령의 지배자
상징 : 고스트
대표 멤버 : 가질 레드폭스, 엘리멘트 4
피오레 왕국에서 페어리 테일과 쌍벽을 이루는 거대한 길드로, 페어리 테일과는 철천지원수 사이이다.
페어리 테일에 가입한 루시 하트필리아를 무력을 써서라도 데려오라는 루시의 아버지의 명령을 받아 페어리 테일을 급습해 거의 대파시킨 후 루시 하트필리아를 납치하는 데에 성공한다. 후에 페어리테일에 엄청난 타격을 입힌 후 엘리멘트 4와 가질 레드폭스를 동원하여 페어리 테일을 아예 붕괴시키려 했으나 결국 페어리 테일에게 패배하고 길드 간의 무력항쟁을 금하는 법률을 어긴 혐의로 마스터인 조제 폴라는 길드 마스터 및 성십대마도의 칭호를 박탈당한다. 팬텀 로드는 결국 평의회에 의해 강제 해산되었고 가질 레드폭스와 엘리멘트4 중 물을 다스리는 쥬비아 록서는 페어리테일에 들어오게 된다.
캣 쉘터(Calt Shelter)
길드 마스터 : 로바울
뜻 : 고양이의 피난처
상징 : 고양이
대표 멤버 : 웬디 마벨,샤를
워스 수해(樹海)의 남쪽에 자리잡은 자그마한 길드이다.
정규 길드에 가입은 되어있으나, 영향력도 미미하고 길드 자체의 크기도 왜소해 다른 길드에 비해 그다지 활동성이 없다.
본래 잃어버린 마법인 니르바나를 만들어낸 니르빗족의 로우바울이 웬디를 위해 만든 가짜 길드라는 것이 밝혀졌으며, 로우바울 본인도 길드 건물도 길드 멤버들도 전부 다 사념체(思念體)로 만들어낸 가짜라는 것이 밝혀졌다.
타이탄 노즈(Taitan Nose)
길드 마스터 : ??
뜻 : 거인의 코
상징 : 티탄
대표 멤버 : 홍염(紅炎)의 보라(보라는 개명으로 샐러맨더라고 한다. 하지만 불의 마도사는 아니고 매료와 거짓의 불을 사용하고 있다. 매료는 법으로 금지된 마법이다.), 그 외의 보라의 부하
작중에 이름만 등장한 길드이다.
보라 같은 경우, 타이탄 노즈에서 파문당한 후 항구도시에서 여성 매매업(그 후 강제 그라비아 캐스팅이라는 것으로 밝혀짐)을 하다가 나츠에게 당하고, 룬 나이트에 검거되었다.
피닉스 그레이브(Pheonix Grave)
길드 마스터 : ??
뜻 : 불사조의 묘
상징 : 불사조
대표 멤버 : ??
작중에 이름만 등장한 길드이다.
하운드 홀리(hound Holly)
길드 마스터 : ??
뜻 : 사냥개의 성석(聖石)
상징 : 그레이하운드
대표 멤버 : ??
작중에 이름만 등장한 길드이다.
트와일라잇 오거(Twilight Ogre)
길드 마스터 : 바나보스타
뜻 : 황혼의 거인
상징 : 오거
대표 멤버 : ??
7년 후, 매그놀리아에 새로 자리잡은 길드이다.
아크놀로지아의 습격으로 인해 천랑섬과 통째로 주력 멤버들이 사라진 후 7년의 세월이 흘러 약해진 페어리 테일을 대신해 새로 자리잡아 나가는 길드이다.
페어리 테일에게 돈을 빌려준 것을 구실로 계속 페어리 테일에게 자릿세를 잡아먹으며 페어리 테일을 괴롭히고 있었으나, 7년 후 원래의 페어리 테일이 컴백함과 동시에 그 날 이후로 붕괴되었다.
페어리 테일이 대마투연무 우승 후 돌아오자 오히려 앞장서서 환영하는 모습을 보이는 구질구질(?)한 모습을 보였다.
머메이드 힐(Mermaid Heel)
길드 마스터 : ??
뜻 : 인어의 발꿈치
상징 : 인어
대표 멤버 :카구라 미카즈치
대마투연무에서 처음으로 등장한 길드이다.
여성 마도사들로만 이루어져 있는 특이한 길드이다.
세이버 투스(Saber Tooth)
길드 마스터 :스팅 유클리프
뜻 : 검교(劍咬)의 호랑이
상징 : 호랑이
대표 멤버 :로그 체니, 올가 나나기어, 루퍼스, 미네르바, 유키노 아그리아
7년 후, 현재 페어리 테일의 뒤를 이은 No. 1 길드이다.
5년 전까지만 해도 별볼일 없던 길드였으나, 마스터의 교체와 동시에 두 멸룡 마도사인 스팅과 로그를 포함한 5명의 강력한 마도사들을 앞세워 엄청난 기세로 성장하여 현재는 피오레 최강의 길드가 되었다고 한다. 대마투연무에서 페어리 테일에게 패한 이후 세이버 투스는 이제 다시 태어나는 중이다.

### 어둠의 길드
평의회의 정식인증을 받지 못한 채 어둠 세계에서 범죄를 저지르는 것으로 연명하고 있는 길드로, 거의 모든 마법 범죄에 관련하고 있으며 암살까지 전문적으로 수행하는 암살 길드까지 존재할 정도이다. 어둠 길드에서 가장 강력한 3대 길드의 조합인 '바람 동맹'과 그 동맹 산하의 길드들로 이루어져 있으며 '레이븐 테일'은 바람 동맹과는 독립적으로 움직이는 어둠 길드이다.

#### 바람 동맹(Balam Ailliance)
어둠 길드 중 가장 커다란 세력을 이룬 3대 길드의 조합으로, 각각의 길드가 다수의 어둠 길드를 보유하고 있다.
그리모어 하트(Grimoire Heart)
길드 마스터 : 하데스(프레히트)
뜻 : 악마의 심장
상징 : 악마의 날개가 그려진 하트
대표 멤버 : 총사령관 블루노트 스팅거, 간부 <연옥의 7권속>(煉獄七眷屬)
바람 동맹의 3대 길드 중 하나이다.
길드 건물을 지어 정착하여 활동하는 것이 아니라, 비행선을 이용해 세계 여러 곳을 떠돌아다니며, 이 비행선의 동력인 <악마의 심장>은 마스터 하데스의 긴 수명의 원천이자 힘의 원천이기도 하다.
부정적인 방법으로 마법을 습득한 것인지 아니면 원래부터 타고난 것인지는 불명이지만, 그리모어 하트의 간부인 <연옥의 7권속>은 전원이 잃어버린 마법(Lost magic)의 소유자이다.
과거에 마법계 역사상 가장 흉악하고 사악한 힘을 지녔다고 칭송받았던 대 흑마도사인 '제레프'를 부활시켜, 마법을 아무 제약없이 사용할 수 있다는 마(魔)의 세계, 대 마법세계에 가는 것이 목적이다.
마스터 하데스가 평의회의 눈을 피해 자유롭게 움직일 수 있도록 그리모어 하트는 당시 낙원의 탑에서 노예로 혹사당하던 제랄을 이용했다. 울티아의 최면과 속임수에 걸린 제랄이 평의회를 에테리온 투하 사건으로 뒤흔드는 대 테러를 일으키는 동안, 그리모어 하트는 찬찬히 진정한 제레프의 부활 시나리오를 그리고 있었다.
페어리 테일의 성지(聖地)인 천랑섬(天狼島)에서 흑마도사 제레프가 발견되자, 길드 멤버 전원이 천랑섬으로 총 출동한다. 초반엔 압도적인 실력으로 페어리 테일을 궁지에 몰아가나 이내 페어리 테일의 반격으로 인해 간부 및 총사령관, 그리고 마스터 하데스마저 쓰러진다. 싸움이 끝난 후, 제레프가 하데스를 죽이면서 길드는 괴멸된다.
타르타로스(Tartaros)
길드 마스터 : E.N.D (Etherious Natsu Dragneel)
뜻 : 명부(冥府)의 문
상징 : ??
대표 멤버 : 명왕 마르드 길, 구귀문(九鬼門)의 쿄우카, 세이라, 자칼, 실버, 트뤼프저, 프랑마르스, 키스, 에젤, 템페스터
바람 동맹의 3대 길드 중 하나이다.
대마투연무가 끝나고 활동을 시작했다.
전원이 제레프서의 악마다.
오라시온 세이스(Oracion Seis)
길드 마스터 : 제로
뜻 : 육마장군(六魔將軍) / 6인의 기도
상징 : 악마의 뿔이 그려진 六
대표 멤버 : 브레인, 미드나잇(본명 멕베스), 코브라 (본명 에릭), 핫 아이(본명 리차드), 엔젤(본명 소라노), 레이서(본명 소여), 제로, 크로도어
바람 동맹의 3대 길드 중 하나이다.
길드 총 멤버가 6명 밖에 되지 않지만, 그 6명의 멤버 하나하나가 길드 하나를 상대할 정도의 실력자이다. 또한 전부 R시스템인 낙원에 탑에 관련되어 있다.
빛과 어둠을 바꾸는 고대의 초 반전 마법인 <니르바나>를 깨워 정규 길드 간의 화합을 깨뜨리고 마법 세계의 질서를 붕괴시키려는 목적으로 움직인다.
페어리 테일, 라미아 스케일, 블루 페가수스, 캣 쉘터가 연합을 맺어 대항하지만 초반엔 엄청난 실력을 이용해 길드 연합군을 몰아세운다. 하지만 길드 멤버가 각각 리온+그레이, 루시, 엘자, 나츠에 의해 패배하고 결국 자신들의 야망을 펴지 못한 채 평의회에 수감되고 만다.
후에 애니전용 줄거리인 별하늘의 열쇠편에서 미드나잇은 코브라, 엔젤, 크로도어, 에리골, 레이서, 이미테이시아(또는 미셸)을 데리고 신(新)오라시온 세이스를 만들어 무한 시계의 힘을 손에 넣고자 한다. 이에 페어리 테일을 이용하여 무한 시계를 모으고 루시를 납치하지만 결국 페어리 테일에 또다시 지고 만다.
현재 코브라가 드란발트에게 타르타로스에 대한 정보를 제공하고 전원이 석방되었다. 이후 브레인을 제거하고 자신들끼리 행동하고자 하나, 제랄에게 패하고서 제랄의 길드인 독립길드 크림소르시에르로의 가입을 권유받는다.

#### 바람동맹 산하의 길드
아이젠 발트(Eisen Wald)
길드 마스터 : 사신(死神). 에리골
뜻 : 철의 숲
상징 : ??
대표 멤버 : 카게야마, 비어드, 카랏카 등
오라시온 세이스 산하의 길드이다.
흑마도사 제레프가 탄생시킨 저주받은 악마 <럴러바이>를 이용해 길드 마스터들이 모이는 정례회에서 길드 마스터들을 몰살시키려는 계획을 꾸민다.
하지만 우연히 계획을 엿듣게 된 엘자가 나츠와 그레이, 루시, 해피와 팀을 이뤄 이를 저지하고, 결국 에리골을 제외한 나머지 전원은 평의회에 수감, 형기를 마친 뒤 프리 마도사로 전업했다.
굴 스피릿(Ghoul Spirit)
길드 마스터 : ??
뜻 : 송장의 정신
상징 : 구울
대표 멤버 : ??
오라시온 세이스 산하의 길드이다.
페어리 테일을 모욕하는 발언을 했다가 렉서스 친위대인 뇌신중(雷神衆)에게 박살이 난 불쌍한 길드이다.
네이키드 머미(Naked Mummy)
길드 마스터 : 크레이지 몽키 <자토 & 가토>
뜻 : 벌거벗은 미라
상징 : 미라
대표 멤버 : ??
오라시온 세이스 산하의 길드이다.
희한하게도 페어리 테일과 자주 엮이는데, 마스터인 자토는 렉서스에게 시비를 걸었다가 작살이 났고 길드원들은 상업길드인 <Love & Lucky>를 털려다가 루시에게 작살이 났으며 후에 길드 멤버 전원이 나츠와 그레이에게 완전히 붕괴된다.
블랙 유니콘(Black Unicorn)
길드 마스터 : ??
뜻 : 칠흑의 유니콘
상징 : 유니콘
대표 멤버 : ??
오라시온 세이스 산하의 길드이다.
길드 이름에 맞게 멤버들 머리에 뿔이 달려있다.
하르퓨아(Harpuia)
길드 마스터 : ??
뜻 : 하피
상징 : 흰 꼬리 독수리
대표 멤버 : ??
오라시온 세이스의 멤버인 레이서의 직속 길드이다.
레이서의 직속 길드여서 그런지 길드 멤버 전원이 전부 바이크를 타고 있다.
촉루회[해골회](髑髏會)[骸骨會]
길드 마스터 : ??
뜻 : 해골들의 모임
상징 : 두개골
대표 멤버 : 간부 <트리니티 레이븐>(三羽鴉)
낙원의 탑에서 제랄의 계획에 동참한 길드이다.
일을 너무나도 받지 못한 나머지 결국 타인의 생명을 빼앗는 암살에 손을 대버린 최악의 길드 중 하나이다.
트리니티 레이븐 멤버들이 제라르의 계획에 동참했으며, 에테리온 투하 후 멤버들은 탈출한 후 소식불명이다.

#### 바람 동맹 독립 길드
레이븐 테일(Raven Tail)
길드 마스터 : 이완 드레아
뜻 : 까마귀의 꼬리
상징 : 까마귀
대표 멤버 : ??
페어리 테일에서 추방당한 렉서스의 아버지이자 마카로프의 아들인 이완 드레아가 독립해 내세운 길드이다.
자신을 추방한 페어리 테일에 앙심을 품고 페어리 테일을 무너뜨리기 위해 은밀하게 활동한다.
7년 후 정식으로 하나의 길드로 인정받고 대 마도대회에 참가하여 예선전을 돌파한다.
그렇지만 페어리테일의 렉서스와 레이븐 테일 마도사들이 싸우던 도중 레이븐테일의 마도사들이 전부 다운되어 다른 사람들이 보고있던 환영이 사라진다. 그래서 레이븐테일은 대 마도대회에서 실격하게 된다.

### 독립 길드
크림 소르시에르(Crime Corciere)
길드 마스터 : 제랄 페르난데스
뜻 : 죄악의 마도사
상징 : 가운데 마도사의 얼굴을 중심으로 상하로 C와 S를 형상화한 문자를 새긴 문장
대표 멤버 : 울티아 밀코비치, 메르디
평의회에 수감되어있던 중, 과거의 기억이 모두 깨어난 제랄이 죄의식을 견디지 못하고 괴로워하다가 울티아와 메르디의 도움으로 탈옥하여 3명이서 창설한 불법 독립 길드이다.
3명 모두 각각의 전과가 있는 마도사인지라 정식적인 길드 활동은 불가능하지만, 자신들이 과거에 저지른 죄악을 어떻게든 청산하기 위한 노력으로 제레프를 시초로 삼아 생겨난 수많은 어둠 길드나 흑마법들을 파괴하는 활동을 하고 있다.
정규 길드가 되지 않은 이유는 길드 간 항쟁 금지 조약법으로 인해 정규 길드는 길드 간의 싸움이 불가능하다는 것과 각각 낙원의 탑 사건과 전 그리모어 하트 간부였기 때문에 세간에 나오면 안된다는 생각 때문이며 그로 인해 신분을 숨기고 은닉 활동을 하고 있다.
대마투연무 이후 오라시온 세이스 멤버인 '육마장군'을 합류시켰다.

## 설정

### 마법 평의회 <ERA>
작중에 등장하는 일종의 마법사 정부 행정 기관이다.
마법사 세계의 모든 질서와 법률 제작 및 집행, 그리고 처단을 담당하고 있으며, 평의원이라고 하는 10명의 마법사와 그들의 위에서 평의회와 마법사 세계의 모든 질서를 확립하는 존재인 <의장>이 존재한다. 하지만 의장이 부재시에는 10명의 평의원이 정치를 대신 담당한다. 또, 평의회는 전 세계에 퍼진 마법사 길드를 통솔하는 존재이기도 하며, 모든 마법 중 최강의 파괴력을 지녔다고 칭송받는 초절 시공 파괴 마법 <에테리온>과 전세계의 마력을 없애는 초 마도 펄스 폭탄<페이스>를 사용할 수 있는 권한을 지녔다. 하지만 타르타로스 후 에테리온과 페이스는 발동할 수 없는 상태가 된다.
- 의장(議長)
  - 평의회의 수장이자 마법계의 질서의 정점에 서서 통치하는 자이다. 제랄이 일으킨 낙원의 탑 사건으로 인해 당시의 의장이 자진사퇴를 했다. 재정비를 한 후 현재는 의장이 교체되었다.
- 평의원(評議院)
  - 의장의 바로 아래에 있는 10명의 위원들로, 의장이 부재일 경우 의장 대신 의원들이 정치를 담당한다.
- 강제 검속 부대 <룬 나이트>(Rune Knight)
  - 제 1부대부터 제 10부대까지 존재하는 평의회 휘하에 있는 직속 군사 기관이다. 일종의 경찰이라고 볼 수 있으며, 마법계의 치안을 위협하거나 범죄를 저지른 마도사 및 길드를 무력 진압하고 구속해 평의회로 강제 압송시키는 역할을 담당한다.
- 기타 구성원들
  - 이상한 개구리의 모습을 하고 있는 구성원들로, 주로 평의회의 전령이나 의장 및 평의원의 수발, 감옥 간수 등 기타 잡무를 담당하고 있다.

### 마도사(魔導士)
마법을 자유자재로 다루며, 자신의 마법을 이용해 타인을 도우며 생활하는 자들을 총칭하는 말이다. 굉장히 다양한 종류의 마도사들이 존재하며 마도사 중에는 사악한 흑마법이나 금단의 어둠 마법을 사용하는 사악한 마도사들도 존재한다. 마법은 종류에 따라 3가지 타입이 존재한다.
- 능력계 마법(能力系 魔法)
  - 자신이 본래 잠재적으로 지니고 있는 능력이나, 자연의 모든 만물을 마법으로 승화시켜 쓰는 타입이다.
  - 예)그레이, 나츠 등
- 소지계 마법(所持系 魔法)
  - 사물이나 도구에 마력을 불어넣거나, 특정 도구를 이용해 구사하는 마법이다.
  - 예)루시, 유키노 등
- 잃어버린 마법(古代系 魔法)(로스트 매직, lost magic)
  - 아득한 태고에 만들어진 마법으로, 너무도 위험하고 강력한 힘을 지닌 마법이 대다수라 이런 마법을 쓰는 마도사는 굉장히 희귀하다.
  - 예)울티아, 메르디 등
- 고대의 마법(에이션트 스펠, acient spell)
  - 말 그대로 고대에 만들어진 마법으로, 로스트 매직이 이에 속한다.
  - 예)나츠, 가질, 웬디 등

### 주법(咒法)
타르타로스의 길드원들인 구귀문의 마법이 아닌 새로운 마법으로, 악마만이 쓸 수 있다.
주법을 쓸 수 있는 것은 악마 뿐이어서 주법을 쓰는 자는 대륙을 통틀어서 굉장히 희귀하다. 그러나 구귀문만이 아닌 악마라면 모두 쓸 수 있는 걸로 나타났다.

### 마법 도구 및 배경
라크리마(魔水晶)작중에 등장하는 일종의 마력을 저장하는 역할을 할 수 있는 수정이다. 보통 구슬의 형태로 가공되어 시중에 판매되고 있다. 물건을 이용해 마법을 구사하는 소유계 마도사들은 라크리마를 이용해 자신의 마력을 증폭시키거나 변형시키기도 하고, 라크리마 자체를 이용해 마법을 구사하기도 한다. 또 원거리 통신용 거대 라크리마를 이용해 멀리 떨어져 있는 상대와 화상 통신을 하는 것도 가능하다. 단, 한계치를 넘는 마력을 무리하게 라크리마에 저장했을 경우 라크리마가 깨지는 경우도 발생한다. 아주 희귀하게 멸룡 마법의 마력이 담긴 라크리마가 생성되기도 하는데, 이 라크리마를 인간에게 이식하면 이식당한 인간은 직접 드래곤에게 전수받지 않고도 자가적으로 멸룡 마법을 사용할 수 있게 된다. 라크리마(Lacrima)는 이탈리아어로 '눈물'이라는 뜻이다.
마도 륜(魔道 輪)작중에 등장하는 마력을 이용해 달리는 탈 것이다. 종류는 바이크 형태의 2륜에서부터 수레 자동차처럼 생긴 최대 크기의 4륜까지 존재한다. 마도 륜에는 SE플러그라는 펌프로 고정된 마력 주입 기계가 있는데, 마도사가 그 기계를 잡으면 저절로 마도사의 마력이 그 기계에 흘러들어가 마도 륜의 엔진을 가동시킨다. 마도사의 마력이 강하면 강할수록 마도 륜도 더 빠른 속도로 움직이는 것이 가능하다. 단 너무 오래 달리거나 빨리 달리면 마력을 주입하는 마도사의 마력이 바닥나는 경우가 생긴다.
풍영의 안경(風詠의 眼鏡)작중에 등장하는 마법의 안경으로, 이 안경을 쓰고 책을 읽으면 안경에 걸린 마법으로 인해 책의 내용이 빠르고 정확하게 나타나게 된다. 주로 독서가들이 가지고 있으며, 루시나 레비도 이 안경을 가지고 있다.
광 펜(光 筆)작중에 등장하는 마법의 펜으로, 마력을 이용해 빛 입자를 펜 안에 가두어 색깔 입자로 바꿔서 잉크로 쓰기 때문에 광 펜을 쓰면 공중에도 그림을 그려낼 수가 있다. 굉장히 다채로운 색깔이 많이 출시되었으며 페어리테일 마도사 중엔 미라젠이나 리더스가 자주 사용한다.
육족보행(六足步行) 길드 <팬텀 로드>마도사 길드 <팬텀 로드>의 본부는 건물 자체 6개의 기계 다리를 이용해 이동이 가능하다.
초마도 거인 <팬텀 Mk Ⅱ><팬텀 로드> 본부의 2단계 변신 형태로, 육족보행 모드에서 아예 완전히 로봇 골렘 형태로 변신했다. 로봇 자체가 마법을 사용이 가능하며 강력한 파괴력을 자랑하는 고위 마법 <어비스 브레이크>(然獄碎破)를 사용할 수 있다.
마도집속포(魔導集束砲) <쥬피터><팬텀 로드>에서 사용하는 초 거대 마력 대포이다. 4대 원소인 불, 땅, 물, 바람의 방대한 마력을 거대 라크리마에 집중시켜 압축해 거대한 대포를 이용해서 그 마력을 엄청난 위력을 지닌 대포로 변환하여 쏜다.
R 시스템 <낙원의 탑>작중에 등장하는 일종의 부활 마법 시스템으로, 8년 전 사악한 흑마법을 신봉하는 어둠의 교단이 막대한 자금을 이용해 완성시킬 계획이었던 금단의 시스템이다. 본래 7개의 탑 형태를 한 시스템이 존재했으나, 평의회가 투입되어 7개의 탑을 전부 다 파괴시켰다. 정부나 평의회에 공인되지 않은 시스템이기 때문에 각지에서 노예들을 데려와 건설을 진행했으며 엘자 스칼렛과 제라르와 같은 엘자의 옛동료들, 그리고 오라시온 세이스 멤버들도 그 노예들 중 하나였다. 이 시스템을 가동시키기 위해서는 성십대마도(聖十大魔道)에 필적하는 마도사의 육체와 27억 이데아라는 어마어마한 양의 마력이 필요하며, 조건이 다 갖춰졌을 경우에 27억 이데아의 마력이 제물인 마도사의 육체를 분자 레벨로 분해한 다음, 부활시키려는 자의 육체로 재구성한다. 작중에선 제랄의 음모로 R 시스템이 가동되었으나 나츠 일행이 저지해 지금은 완전히 소멸되었다. 원래는 제레프가 죽은 나츠를 살리기 위해 연구해낸 것이다.
신명전(雷鳴殿)번개의 마력을 담은 라크리마로, 작중엔 렉서스가 배틀 오브 페어리테일 중에서 사용했다. 타임 리미트를 설정한 후 시간이 되면 라크리마에서 엄청난 위력을 지닌 낙뢰가 떨어진다.
니르바나길드 '캣 쉘터'가 만든 선악 반전 마법이다. '캣 쉘터' 그 자체인 니르비트족이 살던 마을이자 도시, 나라였다. 니르바나가 봉인에서 풀려나면 선과 악의 중간에 있던 사람들의 성격이 바뀌게 되고, 완전히 풀렸을 때에는 6개의 다리로 이루어진 도시가 된다. 6개의 다리의 관절에 있는 마법 라크리마를 부수면 니르바나를 멈출 수 있어, 작중에서는 페어리테일의 나츠 일행과 이치야, 웬디가 라크리마를 부수어 멈추게 되었다.
마법 폭격 전함(魔導爆擊艇) <크리스티나><블루 페가수스> 길드가 소유하고 있는 공중 전함이다. 날개달린 천마인 페가수스의 형태를 하고 있으며, 마력 자동차와 똑같이 마도사가 마력을 주입해 움직인다. 단, 보통 마력 자동차보다 거의 수십 배의 수준의 마력을 소비해야 하기 때문에 상당히 강력한 마력을 지닌 마도사가 아니면 움직이는 것이 힘들다. 발굽 형태에서 마력 포를 발사한다. 작중에서는 오라시온 세이스의 계략으로 인해 추락했었다가 블루 페가수스의 렌과 이브, 라미아 스케일의 셰리가 다시 한 번 재가동시켰다. 7년 후에는 더욱 더 강력하게 개조시켰다. 또한 8년 후에는 멸룡마도사도 탈 수 있게 개조하였다.
에도라스(Edoras)지구와는 표리일체를 이루는 지구의 반대 세계로, 에도라스에는 지구와 똑같은 자기 자신이 존재하고 있으며, 비록 모습이나 성격은 정반대일지라도 에도라스의 자신은 자기 자신이 맞다. 에도라스는 지구와는 달리 마력은 유한한 자원이기 때문에 에도라스는 마법이 고갈되어 가고 있다. 그걸 막기 위해 국왕 파우스트는 아니마를 이용해 조금씩 마력을 보충하고 있었다. 지구보다 마법은 발달하지 못했지만, 오히려 자동차 등의 탈 것에 대한 문명은 고도로 발달이 되어있다. 탈 것 또한 마력을 저장한 액체나 라크리마를 이용해 움직인다. 지구의 일반적인 상식을 뛰어넘는 자연 환경이나 기술, 문명이 존재하며, 특히 왕궁은 내부에 유원지가 있고 구조가 거의 반대개념으로 세워져 있다. 후에 미스트건(제랄)이 아니마를 역전개시켜 현재는 마력이 전혀 존재하지 않는다.
아니마(Anima)지구의 반대세상인 에도라스의 왕인 파우스트가 지구의 마력을 조금씩 흡수하기 위해 만들어낸 일종의 차원 연결 장치이다.
에도라스의 마법무기에도라스는 지구와는 달리 체내에 마력을 지니고 있는 마도사들이 존재하지 않고, 마력에 한계가 있기 때문에 에도라스의 사람들은 일정 수준의 마력이 담긴 라크리마를 에너지원으로 삼아 지정한 도구에 그 라크리마를 집어넣어 도구로 마법을 사용한다.(리리의 버스터 맘, 엘자 나이트워커의 텐 커맨드 멘츠, 바이로의 매직 워터, 슈가보이의 로사 에스파다, 휴즈의 커맨드 택트 등)
엑시드(Exceed)에도라스에서 살고 있는 날개 달린 고양이들로, 해피, 샤를, 리리 또한 엑시드이다. 에도라스의 수도 상공에 떠 있는 섬인 엑스테리아에서 살고 있다. 여왕 샤곳을 중심으로 왕권 중심 체계로 국가를 지배하고 있으며, 여왕 샤곳은 절대적인 마력을 지니고 있다고 칭송받으며 엑스테리아의 익시드는 물론, 에도라스의 인간들에게도 절대적인 왕권을 행사하고 있다.
엑스테리아(Exteria)엑시드들이 살고 있는 부유섬이다.
작전 코드 <ETD>(Exceed Total Destruction)에도라스의 국왕 파우스트가 용사포를 이용해 익스테리아를 멸망시키는 것과 동시에 무한의 마력을 얻기 위해 고안한 작전이다. 라크리마가 되어버린 매그놀리아를 용사포로 고정시킨 뒤 그 용사포로 라크리마를 움직여 엄청난 속도로 공중에 떠 있는 익스테리아와 충돌시키는 작전이다. 익스테리아와 라크리마가 붕괴되면 그 마력의 힘이 비로 바뀌어 에도라스에 내리게 되고, 그 비는 지면에 스며들어 결국 에도라스에 무한의 마력을 안겨준다. 하지만 나츠, 루시, 엘자, 그레이, 샤를, 해피, 가질, 엑시드들의 노력으로 저지되었다.
용사포(龍鎖砲)에도라스 왕국군이 작전 코드 ETD를 실행시키기 위해 개발해 낸 무기로, 멸룡 마도사의 마력으로 움직이며 작동되면 포구에서 용의 머리 형상을 한 거대한 사슬이 발사된다. 용의 머리가 라크리마에 꽂힌 후 사슬이 마치 투포환을 던지듯 그 라크리마를 엑스테리아에 충돌시킨다.
천랑섬(天狼島)남쪽 열대 바다에 있는 페어리테일의 고유 영토이자 성지(聖地)이다. 섬의 초석을 이루는 지반을 기점으로 정가운데에 거대한 나무인 천랑목(天廊木)이 자리잡고 있으며, 이 때문에 자연스럽게 천랑섬은 1층과 2층과도 같은 구조를 지니게 되었다. 수많은 고대 식물들과 동물, 그리고 자연이 그대로 녹아들어있는 아름다운 섬이다. 과거에 요정들의 서식지로 전승되었으며, 또한 페어리테일 초대 마스터인 메이비스 버밀리온의 묘지와 함께 페어리테일의 3대 마법의 비밀이 잠들어 있다. 성스러운 요정의 가호가 섬을 둘러싸고 있으며, 그로 인해 페어리테일의 문장을 가진 이들에겐 요정의 힘이 깃들게 된다고 한다. 다만 이 힘의 근원은 천랑목이며 만약 이 천랑목이 무너질 경우, 오히려 페어리테일의 문장을 지닌 자들은 힘이 반대로 빠져나가고 만다. 아크놀로기아의 공격으로 인해 소멸된 줄만 알았지만 페어리테일 초대 마스터 메이비스 버밀리온이 페어리 스피어를 발동시킴으로써 온전히 있게 되었다.
대마투연무(大魔鬪演武)페어리테일이 아크놀로기아의 습격을 받아 봉인된 7년 간 피오레 왕국에 새롭게 생긴 마법사들을 위한 토너먼트이다. 피오레 왕국의 수도인 크로커스에서 열리며, 매 년 각 마도사 길드에서 대표 마도사 5명을 뽑아 출전한다. 지금까지 총 7번의 대회가 열렸으며, 대마투연무 당시 우승은 No. 1 길드는 세이버투스이다. 10개의 라운드로 진행이 되며, 각 라운드마다 미션을 포함한 배틀라운드와 1:1 배틀라운드가 있으며 포인트제가 도입된다. (페어리테일 우승 당시 대회 방식, 매년 대회 방식은 변한다.)
무지카의 검(무지카: 페어리테일의 전작인 레이브에서 주인공(하루)에게 성검 레이벨트를 만들어준 주인공(하루)의 친구) 악마의 심장의 비행선에서 악마의 심장 일원이 가지고 있던 크기가 변하는 검으로, 리리가 빼앗아서 쓰고 있다.

## 마법(魔法)
유례 : 마법은 본래 악에서 왔다. 즉 악마가 인간에게 내려준 것이 마법이었다.
하지만, 점차 순수성이 바뀌면서 빛과 어둠이 마법에서 여러 갈래로 나누어졌다. (사람이 가장 먼저 사용했던 마법은 바로 사랑이다.)

### 잃어버린 마법(Lost Magic / 古代魔法)
멸룡 마법(Dragon Slayer / 滅龍魔法)"용의 폐는 불꽃을 뿜고, 용의 비늘은 불꽃을 막아내고, 용의 발톱은 불꽃을 입는다."라는 말 그대로, 자신의 신체를 용의 체질로 바꾸는 마법이다. 이 마법을 쓰는 마법사는 자신이 바꾼 체질의 베이스가 되는 용의 자연 원소를 사용 가능하며, 힘을 얻기 위해서는 자신이 쓰는 용의 힘과 맞는 자연 원소를 섭취해야 한다. 단, 어느 기준까지 강해진 이후부터 부작용으로 탈 것을 타면 멀미를 한다. 본래 고대의 사람들이 용에 맞서기 위해 개발한 에이션트 매직(Ancient Magic)이다. 현재 작중에서 등장하는 멸룡 마법사는 1세대~3세대 전부 포함해 전부 7명이며, 1세대인 3명은 각각 용에게서 직접 전수받은 케이스이고, 2세대인 2명은 용의 힘이 들어있는 라크리마를 몸에 집어넣은 케이스이며, 마지막으로 3세대인 2명은 용에게서 직접 전수 받았지만 전수받은 용을 죽이고 용의 힘이 들어있는 라크리마를 몸에 집어넣은 케이스로서 1세대와 2세대를 합친 케이스이다.
럴러바이(Lullaby / 呪歌)마법계 역사상 가장 최악의 마도사라 불렸던 흑마도사 제레프가 만들어낸 일종의 '살아있는 마법'이다. 썩은 나무로 만들어진 해골 모양 피리의 모습을 하고 있지만, 본모습을 해방시키면 거대한 크기의 나무 악마로 변신한다. 이 악마가 내는 소리는 모든 것의 생명을 빼앗는 죽음의 소리이다.
시간의 아크(Times Ark / 時間方舟)시간을 조종하는 금단의 마법이다. 시간을 조종해 대상을 과거로 보내거나 미래로 보내는 등 여러 기술을 사용하며, 강력한 힘을 지니고 있긴 하지만 인간에게는 사용 불가하다. 하지만 인간의 시간 또한 뒤로 돌릴 수 있는 마법, 라스트 에이지스는 주술자의 모든 삶의 시간을 없애는 것으로 세계의 시간을 뒤로 돌릴 수 있다. 하지만 울티아가 이 마법을 사용했을 때 단 1분 뒤로 돌아간 걸로 보아 크게 과거로 갈 수는 없는 걸로 보인다. 작중에서는 오직 울티아만이 사용한다.
문 드립(Moon Drip / 月雫)달의 힘으로 모든 봉인마법을 해제시키는 해제마법으로, 그 힘은 얼음계 최강의 마법인 아이스드 셸(絶代氷結)조차 녹여버릴 정도로 엄청나다.
어비스 브레이크(Abyss Break / 煉獄碎破)4대 원소의 금기 마법이자 가공할 만한 공격력과 파괴력을 지닌 금지된 마법으로, 전방위로 엄청난 범위의 마법포를 쏜다. 4대 원소의 힘을 극한까지 끌어올려 자신의 마력을 섞은 다음 전방에 발사하는 원리이며, 그 엄청난 파괴력으로 인해 평의회에선 이 마법의 사용을 금지시켰다.
페어리 로우(Fairy Law / 妖精法則)페어리테일의 마스터에게만 전해진다는 페어리테일 3대 마법 중 하나이다. 찬란하게 빛나는 빛이 술사가 적으로 인식한 것만을 공격하는 고대의 마법으로 최고위 마법 중 하나이며, 작중에서는 마카로프와 렉서스만이 사용했다. 술사가 일단 적으로 인식한 것은 모두 빛에 삼켜져 소멸하며, 적으로 인식된 모든 것들은 이 빛을 절대로 피할 수 없다.
에테리온(Eterion / 超絶時空破壞魔法)마법 평의회 <ERA>만이 사용할 수 있는 초절시공파괴마법으로, 수 천가지의 속성을 지닌 여러 마력들을 한 곳에 모아 위성 궤도 상에 마법진을 이용해 목표 위치를 임의로 조종해 목표 상공에서 이 마법을 발사시킨다. 조절을 최대 개방으로 하면 한 나라까지 멸망시키는 궁극의 파괴력을 지닌 마법이다.
유니존 레이드(Unizon Raid / 融合魔法)서로 타입이 다른 마도사가 자신들의 마력을 서로 융합시켜, 종래엔 없던 새로운 힘을 만들어내는 마법이다. 한 승려는 융합마법을 터득하기 위해 자신의 모든 것을 포기하고도 평생이 걸려 터득을 하지 못했다고 한다. 하지만 루시는 낙원의 탑 싸움에서 쥬비아와 함께 유니존 레이드를 시전하는 데에 성공한다. 애니메이션 오리지널 스토리에서, 그레이와 쥬비아, 스팅과 로그, 쥬비아와 메르디가 사용했다.
치유 마법(Hilling Magic / 治癒魔法)본래 마법 중에서도 상처를 치유하고 생명을 살리는 마법은 잃어버린 마법으로 간주해왔다. 작중에서 이 치유 마법을 사용하는 마도사는 체력을 회복시키는 웬디, 상처를 회복시키는 셰리아 두 명 뿐이다.(마력은 회복불가하다.)
니르바나(Nirvana / 涅槃)오라시온 세이스 편에 등장한 고대 마법으로, 과거에 '니르비트'라는 일족이 계속되는 전쟁을 막기 위해 만들어내었다. 이 마법이 발동되면 발동된 장소에서 검은 섬광의 기둥이 뿜어져 나온다. 그 기둥은 모든 만물의 빛과 어둠을 뒤바꿔버리는 힘을 지녔으며, 검은 기둥이 근처에 있는 모든 만물이 지닌 빛을 빨아들인다. 이때 빛을 흡수당한 인간은 마음이 어둠으로 가득 차 사악해지고, 동물이나 식물들은 자신의 어둠 속에 잠식당해 검게 물들어 죽는다. 그리고 빛을 흡수한 검은 기둥이 하얀 기둥으로 변환하면 니르바나는 완전히 부활한다. 부활한 니르바나는 육족보행으로 움직이는 거대한 도시 요새처럼 생겼으며, 중심에 있는 '왕의 구역'에서 전체를 조종이 가능하다. 완전 부활한 니르바나는 왕의 구역에서 조종하는 사람의 뜻대로 움직이며, 사람 마음 속의 빛과 어둠을 반전시켜버리는 빛을 발산하며 혼돈을 뿌리고 전쟁을 일으킬 정도로 강력해진다.
구현의 아크(Ark of Embodiment / 具現方舟)일명, 꿈의 구현화라고 불리는 마법으로, 자신의 머릿속에 이미지를 그려 그 이미지를 현실에서 실체화시키는 마법이다. 비록 몇가지 제한이 있으나 상상 속의 생명체나 무기 혹은 사물을 마음대로 다룰 수 있다는 점에서 굉장히 강력하면서도 위험한 마법이다.
멸신 마법(God Slayer / 滅神魔法)용을 사냥하는 마법을 멸룡 마법이라 칭한다면 이 정체불명의 마법은 신을 사냥하는 마법이라고 불린다. 아직까지 이 마법의 정체에 대해서는 알려진 바가 없다. 발현이나 전투, 회복 방식은 멸룡 마법과 비슷하지만 멸룡 마법에는 없는 강력한 단계의 힘들을 지니고 있다. 이 마법으로 구사하는 자연 원소들은 전부 칠흑 같은 검은색을 띤다.
휴머 레이즈(Huma-Raize / 人間隸屬魔法)왕좌의 마법이라고도 불리며, 자신과 싸우는 상대방의 힘이나 기술을 모두 약화시켜 자신에게 닿게 하지 않는 것을 시작으로 그 사람에게 강력한 지배력을 생성하여 자신에게 예속시키는 마법이다. 인간이라면 그 어떤 자에게도 영향을 미치기 때문에 다른 공간에 있는 인간을 술사 본인이 있는 곳으로 불러와 싸우게 할 수도 있다. 단, 인간에게만 통하며 인간 이외의 생명체에게 사용했을 경우 자신의 육체를 잃어버리고 사용한 생명체와 융합이 되어버리는 치명적인 부작용이 있으며, 융합된 생명체와 분리되었다 하더라도 사용자의 육체는 이미 잃은 것이나 다름없기 때문에 결국 소멸하고 만다.
축시의 참배(丑時參拜)인형에 대상의 머리카락을 심어 대상과 링크시킨 뒤, 그 인형을 손상시켜 상대에게 데미지를 주는 저주 마법이다. 인형을 어떻게 움직이든 상대는 인형이 움직이는 대로만 움직일 수 있으며, 인형에 손상이 갈 경우 링크된 상대의 똑같은 신체에 상처가 생긴다. 반대로 자신의 머리카락을 심으면 인형의 재질을 마음대로 바꿔 자신이 신체를 변형시킬 수도 있다.
마구일티 = 센스(Magulity = Sence)인간의 정신에 연결되어 있는 감각 및 감정을 자유자재로 조종하고 컨트롤하는 마법이다. 자신의 감정을 구현화시켜 무기로 사용하기도 하지만 이 마법의 본질적인 힘은 바로 감정이다. 상대의 감정을 알아채는 것으로 그 감정의 대상이 되는 누군가와 링크시킬 수 있다. 어느 한 쪽이 죽으면 링크된 반대편도 죽기 때문에 굉장히 위험하며, 특정 이상의 감정을 품기만 해도 전부 다 대상이 걸리게 된다.
대수의 아크(Ark of Big Tree / 大樹方舟)땅의 본질적인 힘을 조종하여 지상에 있는 모든 나무를 조종하는 고대의 잃어버린 마법이다. 나무를 마음대로 조종해 나무 속에 은신할 수도 있으며, 나뭇잎과 가지를 검처럼 다듬어 사용하거나 혹은 나무에 열리는 과실에 자신의 마력을 주입해 섞어 폭탄으로 만들어 폭파시키는 등 다양한 응용이 가능하다. 단, 이 마법을 사용한 후 체력이 소실된 자는 결국 나무에 먹혀 자신이 나무가 되고 마는 치명적인 부작용이 있다.
메모리 메이크(Memory Make / 記憶造形)고대에 사용되었던 조형 마법으로, 일반 자연 원소들을 이용해 구현화시키는 다른 메이크들과는 달리 이 마법은 자신의 기억 속의 영상을 그대로 구현화해 만들어내는 게 가능한 강력한 마법이다.
페어리 글리터(Fairy Glitter / 妖精閃光)페어리테일의 3대 마법 중 하나로, 페어리 로우가 아군만을 제외시킨 모든 적군을 심판하는 마법이었다면 이 마법은 강력한 요정의 빛으로 지정한 대상을 흔적도 남김 없이 소멸시키는 말살의 마법이라고 할 수 있다. 이 주문은 태양, 달, 별에서 나오는 빛들을 강제적으로 한 점에 집중시키는 마법으로 굉장히 복잡하고 불가해한 힘이기 때문에 대대로 페어리테일의 마스터에게만 전해진다고 한다. 이 힘은 페어리테일 초대 마스터 메이비스 버밀리온의 묘지에 잠들어 있으며, 현재 카나 알베로나가 메이비스의 가호를 받아 일시적으로 사용을 했었고 지금은 불명이다.
페어리 스피어(Fairy Sphear / 妖情聖域)페어리테일의 3대 마법 중 하나로, 심판 마법이었던 페어리 로우나 페어리 글리터와는 달리 이 페어리 스피어는 그 어떤 악의도 빛으로 침범하지 못하도록 지켜주는 절대방어마법이다. 아크놀로기아의 공격으로부터 소멸당할 위기에 처한 천랑섬에서 멤버들의 의지와 동료를 믿는 마음, 그 모든 것을 초대 마스터 메이비스 버밀리온이 마력으로 바꾸어 페어리 스피어를 발동시켜 천랑섬을 빛의 방어로 지킬 수 있었다. 작중에서 7년의 시간이 걸린 이유는 갑작스럽게 마법을 발동한 터라 마법이 동결봉인되어버려 그걸 해제하는 데 시간이 걸린 것이기 때문이다.
멸악 마법(Devil Slayer / 滅惡魔法)악마를 사냥하는 마법으로, 회복 방식은 멸롱 마법, 멸신 마법과 같다. 멸신 마법과 마찬가지로 강력한 단계의 힘들을 지니고 있다. 정체에 대해서는 알려진 바가 없다. 잃어버린 마법인지 확실치 않다.
고트프리트(Gott fried)일식성령편에서 유키노, 히스이 공주, 루시의 마력을 모아 히스이 공주가 사용했던 고대의 초마법이다. 거대한 비취색 빛을 쏘아올린다. 아직 능력불명이다.:(우리들은 바란다 별들의 강림, 하늘로부터의 손길. 비추어라, 모름지기 이 세상, 이 대지를! 그 손길로 비추기를! 빛나는 흐름을 타고 우리 곁에 강림하라 고트프리트!)

### 능력계(能力系)어빌리티(ability)계 마법
사념 마법(思念魔法)자신의 정신을 쪼개어 전달하는 일종의 정신 마법이다.
사념을 타인의 머릿속에 전달시키는 텔레파시 비슷한 마법과, 정신의 일부를 완전히 자신의 형태로 변환시켜 전달하는 사념체(思念體) 마법도 사용이 가능하다.
텔레파시 마법(念思魔法)상대의 속마음을 읽고 자신의 생각을 전달하기도 하는 마법이다.
사념 마법에서 갈라져 나온 마법의 일종이며 주로 육탄전을 하는 마도사들이 사용한다.
드림 노크(Dream Knock / 垂眠魔法)상대를 잠재우는 힘이 담긴 마력을 상대에게 흘려보내 상대를 잠재우는 마법이다.
변신 마법(變身魔法)말 그대로 여러 가지 모습으로 변신하는 마법이다.
날개 마법 <ERA Well>에도라스의 익시드들만이 가능한 마법이다.
말 그대로 날개가 돋아나 하늘을 날 수 있게 되는 마법이다.
메이크(Make / 組形)자연의 원소를 생성한 다음, 그 원소를 자신이 원하는 모양으로 조각하거나 형태를 만들어내는 마법이다.
어떤 형태로 바꾸는냐에 따라 여러 모양으로 바꾸는 것이 가능하다.
테이크 오버(Take Over / 接受)다른 생명체의 힘을 자신의 신체에 접수(테이크 오버)시켜 깃들게 하는 마법이다.
자신의 신체를 테이크 오버시킨 생명체의 모습으로 변환시켜 그 생명체의 힘이나 재능을 그대로 체현화해서 사용이 가능한 육탄전 마법이다.
엘리멘트(Element / 四大元素)말 그대로 자연을 구축하는 4대 원소(불 / 땅 / 물 / 바람)들을 조종하는 마법이다.
세이즈(Saze / 憑靈魔法)영혼을 빙의시켜 마법을 구사하는 일종의 흑마법이다.
어떤 영혼을 어디에 어떻게 빙의시키는가에 따라서 공격력도 싸우는 방식도 천차만별이다.
솔리드 스크립트(Solid Script / 文字魔法)말 그대로 문자 자체에 마력을 실어 마법을 구사하는 마법이다.
문자 마법을 구사하는 사람은 굉장한 독서가이거나 소설가, 그리고 문학자인 사람이 대다수이다.
천체 마법(天體魔法)우주의 힘을 이용해 구사하는 마법이다. 아직 자세한 것은 불명이며, 대표적으로 제라르가 이 마법을 사용한다.
아이즈(Eyes Magic / 眼力)어떤 마도사들은 자신의 눈에 강한 마력을 지니고 있어, 눈으로 사물을 보는 것만으로도 그 사물에게 마법을 거는 것이 가능하다.
어떤 마력을 지녔느냐에 따라 종류가 다르며, 굉장히 실용적이고 강력하지만 엘자처럼 눈이 의안으로 되어 있는 상대에게는 마력이 반감되어 통하지 않는다.
대표적으로 렉서스의 친위대인 뇌신중(雷神衆)과 그리모어 하트의 마스터 하데스가 사용한다.
자이언트(Giant / 巨人)자신의 육체를 거인처럼 크게 부풀리는 격투 마법이다.
인형격(人形擊)인간이 아닌 모든 존재들을 인형처럼 자유자재로 조종이 가능한 마법이다.
듣는 마법말 그대로 마음속에서 우러나오는 소리까지 정확하게 잡아내 듣는 마법이다.
댄서(Dancer / 舞勇)춤을 춰서 반경 내에 있는 사람들을 회복시키거나, 아니면 적에게 이상한 상태이상을 유발하는 특이한 마법이다.
자연 속성 마법4대 원소 속성을 제외한 나머지 자연 원소들을 자유자재로 조종하고 부릴 수 있는 마법이다.

### 소지계(所持系)
성령 마법(星靈 魔法)자신의 마력을 담보로, 계약의 증거인 열쇠를 이용해 우주 공간 중 하나인 <성령계>의 문을 열어 별자리의 정령인 성령(星靈)을 소환하는 마법으로, 소환하는 성령들은 전부 88종류의 성령이 있으며 그 중 유달리 강력한 힘을 지닌 12 성령을 <황도 12문>이라고 부른다. 황도 12문을 부르는 열쇠는 가게에서도 구입이 불가능하며 황금으로 만들어져 있어 엄청난 값어치가 있다고 한다.
그러나 비밀의 금 열쇠가 하나 더 존재해 최근 작에서 '황도 13문'으로 바뀌었다. (사견궁(蛇遣宮))
황도 13문을 제외한 다른 성령들의 은 열쇠는 통상 가게에서도 몇 개 판매하고 있어서 구입이 가능하다.
- 황도 13문
  - 보병궁(寶甁宮 ( 水瓶 ) : 물병자리) - 아쿠에리어스(Aquerias)
  - 금우궁(金牛宮 : 황소자리) - 타우로스(Taurus)
  - 거해궁(巨蟹宮 : 게자리) - 캔서(Cancer)
  - 처녀궁(處女宮 : 처녀자리) - 바르고(Virgo)
  - 인마궁(人馬宮 ( 射手 ) : 사수자리) - 사지타리우스(Sagitarius)
  - 사자궁(獅子宮 : 사자자리) - 레오(Leo)
  - 쌍자궁(雙子宮 : 쌍둥이자리) - 제미니(Gemini)
  - 백양궁(白羊宮 ( 牡羊 ) : 양자리) - 아리에스(Aries)
  - 천헐궁(天蠍宮 : 전갈자리) - 스콜피온(Scolpion)
  - 마갈궁(摩羯宮 ( 山羊 ) : 염소자리) - 카프리콘(Carpricorn)
  - 쌍어궁(雙魚宮 : 물고기자리) - 피스케스(Piskes)
  - 천칭궁(天秤宮 : 천칭자리) - 리브라(Libra)
  - 사견궁(蛇遣宮 ( 蛇夫 ) : 뱀주인자리) - 오피우크스(Opiukus)

그 외의 성령들은 별자리 참조.
카드 매직(Card Magic)말 그대로 카드를 이용해 구사하는 마법이다.
카드에 마력을 실어 부메랑처럼 날리거나, 카드의 그려진 그림에서 나오는 여러 부가적인 효과를 이용하거나, 카드 안에 상대를 가두는 등의 상당히 독창적인 마법이다.
픽토 매직(Pictor Magic / 繪畵魔法)그림을 그려 그 그림을 현실로 바꿔 공격하는 마법이다.
무장변환마법(換裝魔法)이공간(異空間)에 저장해둔 여러 무기들을 자신이 있는 곳으로 소환해 싸우는 마법이다.
아카이브(Archive / 古文書)여러 가지 정보를 검색하고 다운로드 해 아군에게 접속시키는 디지털 마법이다.
전투용 마법은 아니고 주로 보조용 마법으로 많이 쓰이며, 사념 마법을 쓰지 못하는 마도사들은 아카이브를 써서 생각을 다운로드시키기도 한다.
이 마법으로 여러 마법의 자료나 상대에 대한 정보를 수집할 수가 있다.
마법 새(魔法鳥)마법의 힘이 깃든 새로 공격한다.
파르팜 매직(Parpam Magic / 香水魔法)여러 가지 마법의 힘이 담긴 향수를 뿌려 부리는 마법.
챰(Charm / 每遼)말 그대로 이성을 강제적으로 자신에게 매료시키는 마법.
매료의 마력이 담긴 하트무늬의 반지를 이용해 상대를 자신에게 매료시켜 헤롱헤롱 상태로 만들며 매료당한 이성은 술자의 말에 그대로 따르게 된다.
마법을 차단하는 유일한 방법은 바로 이해하는 것, 즉 이 마법을 처음부터 이해하고 있으면 걸리지 않는다.
평의회에서 판매 및 제작 금지 처분이 내려졌다.
색깔 마법 <컬러즈 매직>(Colors Magic)색깔을 바꿀 수 있는 마법이다.
이 마법을 여러 가지로 응용하는 마법도구가 있다.